# ميمون رمادي فاتح
الميمون الرمادي الفاتح (الاسم العلمي: Mandrillus leucophaeus) هو نوع من القرود يتبع جنس الميمون من فصيلة سعادين العالم القديم.